# Pëtr Nikolaevič Lebedev
Pëtr Nikolaevič Lebedev in russo Пётр Николаевич Лебедев? (Mosca, 8 marzo 1866 – Mosca, 14 marzo 1912) è stato un fisico russo.

## Biografia
Laureatosi all'università di Strasburgo, riuscì a modificare l'oscillatore di Augusto Righi ottenendo lunghezze d'onda inferiori al centimetro.
Divenuto docente di fisica all'università di Mosca, lasciò nel 1911 l'insegnamento e fondò la Società di Fisica Lebedev.
Fu il primo a prevedere la pressione della luce.